# Chainsaw (The Band Perry)
Chainsaw è un singolo del gruppo di musica country statunitense The Band Perry, pubblicato nel 2014.

## Il brano
Il brano è stato scritto da Shane McAnally, Josh Osborne e Matthew Ramsey ed estratto dal secondo album in studio del gruppo, ossia Pioneer. 

## Tracce
- Download digitale

1. Chainsaw – 3:47

## Formazione
- Kimberly Perry
- Neil Perry
- Reid Perry